# Мателіка
Мателіка (італ. Matelica) — муніципалітет в Італії, у регіоні Марке, провінція Мачерата.
Мателіка розташована на відстані близько 160 км на північ від Риму, 60 км на південний захід від Анкони, 35 км на захід від Мачерати.
Населення — 10 062 особи (2014).
Щорічний фестиваль відбувається 16 вересня. Покровитель — Sant'Adriano.

## Демографія
Населення за роками:

Станом на 1 січня 2023 року в муніципалітеті офіційно проживав 581 іноземець з 42 країн, серед них 134 громадяни країн Євросоюзу та 45 громадян України.

## Сусідні муніципалітети
- Апіро
- Кастельраїмондо
- Черрето-д'Езі
- Езанатолья
- Фабріано
- Ф'юміната
- Гальйоле
- Поджо-Сан-Вічино
- Сан-Северино-Марке